# ぐるみん
『ぐるみん』 (GURUMIN) は、日本ファルコムによるアクションロールプレイングゲーム。

## 概要
伝説のドリルを手にした少女が友達であるおばけ達のために敵に立ち向かうファンタジー作品で、Microsoft Windows (Win) 用のアクションRPGとして2004年に発売。リメイクやシリーズ物ではない新タイトルとしては『ツヴァイ!!』より3年振りの作品となった。ファルコム初となる3Dポリゴンのゲームであり、またファルコムのPC用ゲームとしては初めて声優を起用した作品である。
2006年には本作の移植によってファルコムはPlayStation Portable (PSP) への参入を果たしている。ゲーム機への自社開発・販売は1995年にスーパーファミコン用として発売された『イースV -失われた砂の都ケフィン-』以来11年振りとなった（ライセンス提供による他社開発の移植作品は多数存在）。PSP版はMastiff社より、アメリカでも2007年2月13日に発売されている。ニンテンドー3DS版はMastiff社により『ぐるみん3D』 (GURUMIN 3D)のタイトルで立体視対応の移植がされ、日本ではフライハイワークスより2016年11月30日に発売されている。
2014年にはValve Corporationによって運営されているSteamの「Steam Greenlight」（企業がSteamに販売したいゲームを申請、登録し、ユーザーの投票によってSteamで販売するか否かを決定するサービス）で一定数の投票を獲得し、PC版の再発売が決定。2015年3月30日にMastiff社よりSteamおよびGOG.comで発売された。英語音声の新録やワイドスクリーン対応が行われている。Mastiff社は日本語の対応は発売後に可能であれば行いたいとしていたが、今のところ英語のみである。

## ストーリー
主人公パリンは、両親の発掘旅行の間、おじいちゃんの家に預けられることになりました。パリンはおじいさんが住む街ティースで友達を作ろうと思っていましたが出稼ぎの鉱山労働者が多い街のため、大人ばかりで同年代の子供がいませんでした。がっかりしたパリンは、あるとき、街で犬にほえられている小さな女の子ピノを助けました。そして、ピノと友達になることができました。この街で、初めてできた友達です。しかし、ピノは大人には見ることができないオバケでした。パリンはピノの兄であるプクに妹を助けてくれたお礼として、オバケの世界へ招待されました。そこで、たくさんのオバケたちと友達となりました。
ある日、プクが最近この世界に来たファントムたちにさらわれてしまいました。
パリンはプクを助けるために伝説のドリルを手に持ち、ファントムたちに立ち向かって行くのでした。

## ゲームシステム
アクション的要素が強く、ポリゴンで描かれた主人公を移動・攻撃・ジャンプ・ガードダッシュを組み合わせて操作を行なう。ガードダッシュとはその名の通り、敵の攻撃を回避しながら前方へと高速移動であり、この行動に一つのボタンが割り当てられている。視点は自由に左右360度回転出来る(上下はなし)。システムの中には『ツヴァイ!!』から踏襲し発展させたものも多くみられる。
ステージ制となっており、何度でも同じステージを訪れる事は出来るが、条件を満たさなければ新たなステージに進む事は出来ない。
各ステージから出るとフィールド画面が表示され、自分の訪れたいステージを選択する形となっている。

### 難易度設定
最初から選択出来る難易度は Beginner と Normal の2つのみであるが、条件を満たしてクリアする事によって高難易度のゲームモードが追加される。 追加される難易度は易しい方よりHard 、Pleasure、Crazy との3つであり、最大5つの難易度で遊ぶ事が出来る。
なお、PSP版においても難易度のシステムは同様であるが、「びぎなー」、「のーまる」の様に難易度の表記がひらがなに変更されている。

### 攻撃
以下の様な攻撃方法が存在する。
通常攻撃
攻撃ボタンの入力。
チャージ攻撃
攻撃ボタンを長押し後、ボタンを離すと発動。通常の攻撃では壊せない堅い物を破壊できる。
打ち上げ攻撃
攻撃ボタンとジャンプボタンを同時に押すことにより、攻撃対象を空中に浮かせることが出来る。
ターゲットアタック
近くに敵がいる状態でジャンプ中に攻撃ボタンを押すことにより発動。ターゲットの場所まで空中移動をして攻撃するため、足場のない場所での移動方法としても利用できる。
必殺技
複数存在し、その技に対応したパーツを購入しなければ使用出来ない。攻撃・方向・ジャンプ・ガードダッシュを組み合わせたコマンドを入力することで発動する。

### ドリル
武器は伝説のドリルのみであり、装備変更はない。ドリルにはレベルとドリルパワーの2つのステータスがある。ドリルパワーは攻撃や破壊によって増加し、逆にダメージを受けると減少する。最高値までドリルパワーが貯まっている時のみ、飛び道具が使える。レベルはドリルパワーに連動しており、ドリルパワーが規定値まで貯まると上がり、規定値を下回ると下がる。当初のレベル最高値は3だが、条件をみたすことにより1つ増え4にすることが出来る。

### 装備品
ゴーグルやリボンなど頭に被る物のみで、装備するとグラフィックが変更され、それぞれに固有の効果を発揮する。また、装備毎にレベルが設定されており、ディスカウントショップでがらくたを消費して改造することによって、レベルを上げることができる（最高レベルは5）。レベルに応じ、効果の性能上昇や新たな効果の追加がなされる。以下の効果はLv1時の物。
- ゴーグル - 水によるダメージを軽減。
- ガスマスク - 毒によるダメージを軽減。
- リボン - 罠によるダメージを軽減。
- etc.

### 衣装
基本的にはやり込み要素であり、原則として衣装変更はグラフィックが変わるだけで装備品の様な特殊効果はない（一部の衣装には効果を持つ物もある）。衣装と装備品のコーディネイトで戦闘ボイスが変更される場合がある。なお、衣装のデータは通常のセーブデータとは独立した上で共有となっているため、一度出した衣装は衣装を出す以前のセーブデータでも利用可能となる。

### データの引き継ぎ
一定の条件を満たしクリアし、クリアデータを保存する事によって2周目以降にデータの一部を引き継ぐことが出来る。
引き継ぎ可能な物
- 装備品のレベル
- 金・がらくた
- etc.

## 登場人物
※名前の後ろの括弧は担当声優。

### ティースの人々
パリン（大河内雅子 ※本作がデビュー作）
主人公。ティースの街に引っ越してきた、12歳の女の子。わりとユルい性格。イチゴショートケーキが大好き。
ハイパボリック（増谷康紀）
ティースの町長で、パリンのおじいさん。
ファン
ちょっとおっとりとしたケーキ屋の店員さん。
ディスク
ディスカウントショップのお兄さん。
シリンダー
発破職人のおじさん。ナンパが大好きで、今はケーキ屋のファンに気がある。
プレーン（進藤尚美）
ウワサが大好きなおばさん。
プチ（高戸靖広）
犬。ピノに吠えつき、パリンがおばけ達と友達になるきっかけを作った。
ポポン
一定の条件を達成するとティースの街に現れる女の子。年齢はパリンと同じくらいで、やや年下。

### オバケホームのオバケ
ピノ（有島モユ）
兄思いの優しい性格のオバケ。ドジで方向オンチ。パリンのことを「姉たま」と呼んで慕っている。
プク（菅沼久義）
ピノのお兄さんで、常に冷静沈着なオバケ。パリンのアドバイザー的存在。
ポコ（佐藤智恵）
ダンスが大好きなオバケ。
ピエール（高戸靖広）
上品なジェントルマンを目指すオバケ。
イワオ（佐藤正治）
体は大きいけど、どこか頼りない岩石オバケ。
チャッキー（進藤尚美）
怪獣のような格好のオバケ。早く大人になりたいと思っている。

### その他のオバケ
モグレヌ（遠藤武）
モグラの格好をした双子のオバケ（弟）。モグラなので穴掘りは得意。
モグロウ（増谷康紀）
モグラの格好をした双子のオバケ（兄）。ついつい穴掘りに熱中してしまい約束をすっぽかすことも。
ペケ
人形の格好をしたオバケ。お金持ちなので別荘を建てている。
ドク
某ゲームのゴーストの格好をしたオバケ。科学全般に精通している。
モトロ（大場真人）
ネコの格好をしたオバケ。パリンが行く先々に現れては色々とアドバイスをする。なにやら重大な秘密があるらしい。

### ファントム
王子（菅沼久義）
ファントムたちを率いるファントム。様々な武器の達人。
ボブー（遠藤武）
ファントム四天王の1人。怪力と無敵の鎧が自慢のファントム。
モスビー（進藤尚美）
ファントム四天王の1人。王子への忠誠心は人一倍のファントム。意味不明な言葉で話すので周りに理解してもらえない。
ラッシー（今村直樹）
ファントム四天王の1人。お姉言葉でしゃべるファントム。王子に惚れているが女ではなくオカマ。
クリーム（宇和川恵美）
ファントム四天王の1人。小生意気なファントム。王子のことが好きでラッシーとはよくケンカをしている。
ロッキー（今村直樹）
巨体を持つファントム。
ブラックビーン
世界のどこかで遊び相手を探しているファントム。

### その他
トカロン（佐藤智恵）
色々な世界で大暴れしたドラゴン。現在はある場所で厳重に封印されている。

## 主題歌
作曲は共にFalcom Sound Team jdk
- オープニング
  - ぐるぐるTohight!（歌：イカルス渡辺）
- エンディング
  - Friends（歌：しばざきあやこ）

## ぐるみんオンライン
2005年（平成17年）7月に締結されたファルコムと韓国MIDAS Entertainment Studio社との契約により、『ぐるみん』をベースとしたオンラインゲーム『ぐるみんオンライン』が両社によって共同開発されていた。
しかし開発途中のまま、2008年（平成20年）にライセンス契約が終了されている。